# Hacker News
Hacker Newsは、ソーシャルニュースサイトである。主に計算機科学やベンチャーなどのテーマを取り扱う。ポール・グレアムの出資と、ベンチャーキャピタルであるYコンビネータによって運営されている。投稿できる物は一般的に、「理知的な好奇心を掻き立てるもの全般」とされている。

## 歴史
Hacker Newsの原型となるサイトは2007年2月に、ポール・グレアムによって創設された。当初はStartup NewsやNews.YCなどと呼ばれていた。2007年8月14日に、現在の名称に変更された。このサイトはグレアムの企業Yコンビネータのプロジェクトの一環として、 グレアムが開発に携わったプログラミング言語Arcの現実的な実装例を示す意味で開発、保守された。
2014年5月の終わりに、グレアムはYコンビネータのトップの座を降りて、Hacker Newsの管理を他のメンバーに受け渡した。

## 運用や批判
Hacker Newsの創立の目的は、黎明期のRedditに似たコミュニティを再び作り上げることだった。ただし新規ユーザーがすぐにup-voteとdown-voteという投票が出来るRedditとは異なり、Hacker Newsでは501カルマに到達しない限りdown-voteすることができない。カルマはユーザーの投稿に付いたup-vote数からdown-vote数を引くことで計算される。コメントに「旗を付ける」ことに関しても、30カルマ得られるまで行うことができない。
グレアムは、コミュニティの質の低下を招く「永遠の9月」を起こさせないことを強調している。Hacker Newsは、炎上やスパムを自動的に検出するなどの、先取的な方式をコンテンツ管理に利用している。さらに、対象ユーザーの投稿が、ユーザー本人が知らないまま他のユーザーから見えなくなるというシャドーバン方式も採用している。他にも、「故意にニュースを検索上位に持っていく投票」を検出するソフトウェアも稼働している。
2013年のTechCrunchの記事の中で、「Yコンビネータのベンチャーに関連するニュースに対してバイアスがかかっているといった苦情を、Hacker Newsは多く受け取っている、とグラハムは語る。しかしグラハムはそのようなバイアスは存在しないと話す。（中略）グラハムは、ユーザーから個人的に、バイアスやそれにつながるものについての痛烈な批判を多く受け取っていると語る。」